# Dusona sobolicida
Dusona sobolicida är en stekelart som först beskrevs av Forster 1868.  Dusona sobolicida ingår i släktet Dusona och familjen brokparasitsteklar. Inga underarter finns listade i Catalogue of Life.